# 山本悠太
 山本悠太 （やまもと ゆうた、1990年8月9日 - ）は、愛知県出身のラリードライバー。

## 経歴
両親共にダートトライアルドライバーという一家に生まれ、18歳の時に免許取得と同時に三菱・ミラージュでダートトライアルに参戦開始。2010年には20歳でJAF中部地区戦チャンピオンに輝く。その後はホンダ・インテグラで2012年に2度目の地区戦チャンプを獲得し、翌2013年から全日本選手権へステップアップ。初走行の第2戦モビリティおおむたの一戦で初優勝を飾り、この年は計3度の優勝を遂げてシリーズチャンピオンに輝く。翌2014年には2年連続でのシリーズチャンピオンに輝いている。
2019年現在のマシンはトヨタ・86で、タイヤは横浜タイヤを履く。シーズン通算6勝を上げて全日本ラリー(JN-3クラス)に参戦して初のシリーズチャンピオンとなる。